# 王錦輝
王錦輝，BBS，MH，JP（1923年—2015年），廣東東莞人，香港著名商人及慈善家。

## 生平
王錦輝在1923年出生於廣東省東莞市石排鎮，年少時家境清貧。1957年，王錦輝移居香港謀生，並於1963年創立金城營造公司，在兒子王國強的協助下，業務初期以承包電站建設和電線壕坑等小型土木工程為主，後來逐步拓展至街道路燈工程及電氣裝置等領域。
1985年，王錦輝將公司業務交由其子王國強管理，自己則將重心轉向慈善事業。他致力於改善中國偏遠及貧困地區的教育資源，親自走訪中國19個省、市及自治區的偏遠地區，在廣東、西藏、廣西、湖南、貴州、新疆、河南、陝西等多個省捐建超過100所中小學  ，幫助當地貧困學生獲得受教育的機會。他獲中國青少年發展基金會授予「愛心使者」稱號，並被網民稱為「史上最牛助學老人」。
除了關注全國的教育發展，王錦輝對東莞的建設也不遺餘力。他大力推動港商回鄉投資，並親自捐建和資助多項基礎設施及教育項目，包括石排醫院、石排王錦輝小學及中學、王錦輝社區服務中心，以及東莞理工學院等多個項目。為表彰他的貢獻，東莞市政府授予他「東莞市榮譽市民」的稱號。
在香港，王錦輝同樣積極參與慈善教育事業。他出資創建「香港浸會大學附屬學校王錦輝中小學」，並設立了多項大學生獎助學金計劃，資助經濟困難的學生完成學業。此外，在2003年沙士期間，他協助香港浸會大學教育學系設立網上學習平台，方便中學生在家完成學習。2006年，他獲香港浸會大學頒授「榮譽大學院士」。
王錦輝也熱心於公共服務，曾擔任多個社團及慈善機構的重要職務，包括原新華社香港分社香港地區事務顧問及香港童軍總會名譽會長等。為表揚王錦輝多年來對社會的貢獻，他分別於2002及2007年獲香港特區政府頒授榮譽勳章及銅紫荊星章。

## 逝世
2015年12月，王錦輝於香港辭世，享壽97歲。

## 主要榮譽與獎項[3]
- 香港特區政府銅紫荊星章、榮譽勳章 [13]
- 香港浸會大學第一屆榮譽大學院士
- 原新華社香港分社香港地區事務顧問
- 香港東莞同鄉總會永遠會長
- 香港東莞王氏宗親會永遠會長
- 香港童軍總會名譽會長
- 道教香港青松觀董事
- 東莞市榮譽市民、連州市榮譽市民
- 東莞市海外聯誼會永遠名譽會長
- 東莞市首屆十大慈善人物[14]
- 廣東省僑務辦公室南方慈善人物
- 廣東省民政廳首屆南粵慈善之星
- 中國青少年發展基金會愛心使者
- 中華慈善總會突出貢獻人物
- 世界廣府人首屆十大傑出人物